# 1787 w polityce

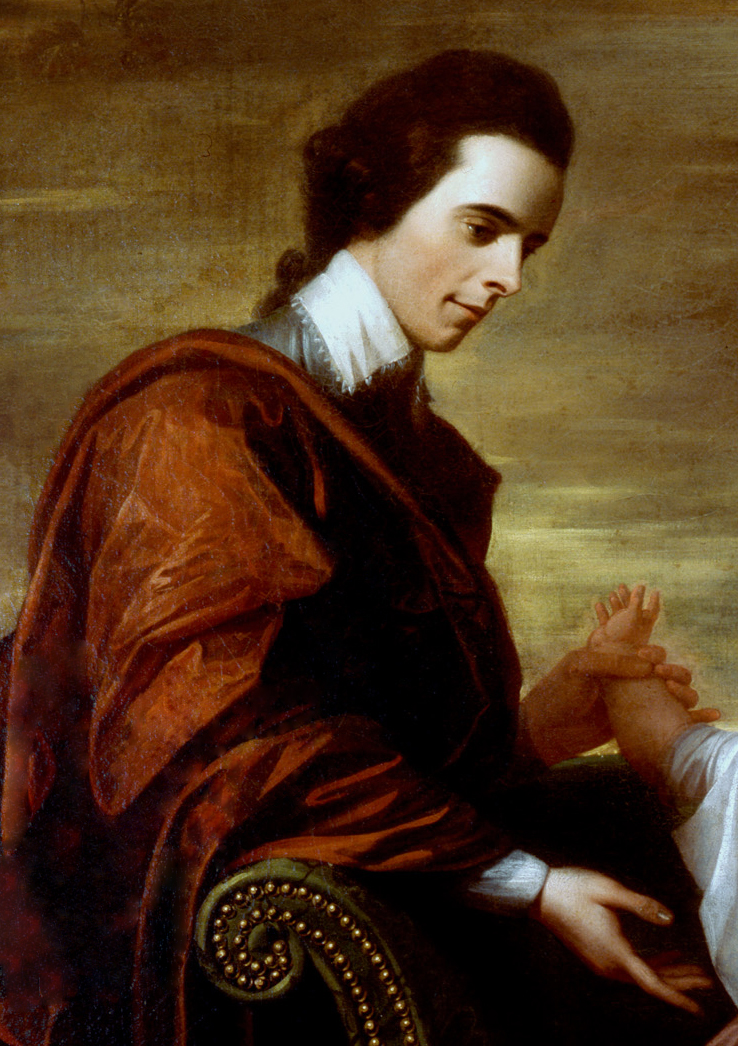
Benjamin West, Portret Arthura Middletona

Wydarzenia polityczne w 1787 roku.

## Zmarli
- Arthur Middleton, sygnatariusz Deklaracji Niepodległości Stanów Zjednoczonych[1].